# Jacques Dupin
Jacques Dupin (Privas, Ardèche, 4 de març de 1927 - París, 27 d'octubre de 2012) fou un poeta, crític d'art i cofundador del diari L'éphemère. Va ser l'autor de la catalogació de l'obra del pintor català Joan Miró.